# 프란체스코 차가티
프란체스코 차가티(이탈리아어: Francesco Zagatti; 1932년 4월 18일, 피에몬테 주 베나리아 레알레 ~ 2009년 3월 7일, 롬바르디아 주 밀라노)는 이탈리아의 전 프로 축구 선수로, 현역 시절 수비수로 활약했다. 그는 주로 공격적인 양쪽 측면의 수비수로, 인자하고, 끈질기고, 근면한 선수로, 측면 전체를 왕래하며 반대편에 있는 동료가 마무리할 수 있도록 공을 건네주곤 했다.

## 선수 경력
차가티는 밀란에서 현역 시절 전부를 보냈다. 그는 유소년부를 거쳐, 라치오와의 1952년 6월 1일 세리에 A 경기에서 1군 신고식을 치렀다. 그는 현역 시절 전부를 검붉은 군단(Rossoneri) 일원으로 활약하며 주장도 역임했고, 4차례 방패(Scudetti)를 따냈으며, 유러피언컵과 코파 라티나도 한 차례씩 우승했다.

## 은퇴 후
은퇴 후, 차가티는 밀라노에 남아 유소년부 감독을 역임했고, 이후 스카우터도 맡았다. 1981-82 시즌, 그는 몇 차례 밀란 1군의 경기에서 지휘하기도 했다.

## 최후
차가티는 2009년 3월 7일, 향년 76세에, 중증 간염으로 영면에 들었다.

## 수상
밀란
- 세리에 A: 1954–55, 1956–57, 1958–59, 1961–62
- 유러피언컵: 1962–63
- 코파 라티나: 1956

개인
- 밀란 명예의 전당[1]